# Daniel Măstăcan
Daniel Marian Măstăcan (* 7. September 1980 in Bîrlad, Kreis Vaslui) ist ein ehemaliger rumänischer Ruderer, der 2001 Weltmeister im Achter war.

## Sportliche Karriere
Der 1,97 m große Daniel Măstăcan gewann bei den Junioren-Weltmeisterschaften 1997 die Titel im Vierer mit Steuermann und im Achter. 1998 siegte er im Vierer ohne Steuermann und gewann mit dem Achter die Bronzemedaille. 1999 ruderte er im Doppelvierer. Er gewann die Bronzemedaille beim Nations Cup, einem Vorläuferwettbewerb der U23-Weltmeisterschaften. Bei den Weltmeisterschaften 1999 in St. Catharines erreichte er nur das C-Finale und belegte in der Gesamtwertung den 13. Platz. Im Jahr darauf siegte er beim Nations Cup mit dem Doppelvierer. Bei den Weltmeisterschaften 2000 ruderte er zusammen mit Nicolae Țaga und Steuermann Marin Gheorghe im Zweier mit Steuermann. In dieser Bootsklasse gewann das Boot aus den Vereinigten Staaten mit fast drei Sekunden Vorsprung vor den Rumänen, die ihrerseits eine halbe Sekunde Vorsprung vor den drittplatzierten Franzosen hatten.
2001 gewann Daniel Măstăcan beim Weltcup in Sevilla mit dem rumänischen Achter. Beim Weltcup in München belegte er mit dem Achter den vierten Platz. Zusammen mit Florin Corbeanu erreichte er in München den zweiten Platz im Zweier ohne Steuermann. Bei den Weltmeisterschaften 2001 in Luzern traten Corbeanu und Măstăcan ebenfalls in beiden Bootsklassen an. Im Zweier belegten sie den vierten Platz mit 0,81 Sekunden Rückstand auf die drittplatzierten Südafrikaner. Am Tag nach dem Zweier-Finale fand das Finale im Achter statt, hier siegten die Rumänen mit einer Sekunde Vorsprung vor den Kroaten und einer weiteren Sekunde vor den drittplatzierten Deutschen. Dies war der erste Weltmeistertitel für den rumänischen Männer-Achter überhaupt.
Auch bei den Weltmeisterschaften 2002 in Sevilla trat Daniel Măstăcan in beiden Bootsklassen an, er belegte den 15. Platz im Zweier und den 8. Platz mit dem Achter. Im Jahr darauf erreichte er bei den Weltmeisterschaften in Mailand den 10. Platz im Vierer ohne Steuermann. Auch bei den Olympischen Spielen 2004 in Athen trat er im Vierer ohne Steuermann an. Die Crew mit Florin Corbeanu, Ovidiu Cornea, Daniel Măstăcan und Gheorghița Munteanu belegte den 13. und letzten Platz.